# Gregory Chamitoff
Gregory Errol Chamitoff (Montreal, 6 de agosto de 1962) é um astronauta norte-americano nascido no Canadá, veterano de duas missões espaciais.
Engenheiro elétrico e aeronáutico formado na Califórnia, com PhD em astronáutica e aeronáutica no Massachusetts Institute of Technology (MIT), Chamitoff integrou-se ao grupo de Sistemas de Controle Motor do Departamento de Operações de Missão da NASA no Centro Espacial Johnson em 1995, onde ele desenvolveu aplicações de software para monitoramento, análise e otimização de manobras de espaçonaves.

## NASA
Selecionado para treinamento na classe de astronautas de 1998, ele começou o curso em agosto daquele ano e qualificou-se em 2000 como especialista de missão. Nos anos seguintes trabalhou na área de robótica da estação espacial, foi CAPCOM - comunicador de vôo - da Expedição 9 à ISS, fez parte da equipe de apoio a astronautas da Expedição 6 e desenvolveu diversos procedimentos para os sistemas de operação da estação espacial, para utilização a bordo.
Serviu também como engenheiro de vôo reserva para as Expedições 15 e 16 e especialista de missão reserva para as missões STS-117 e STS-120 do ônibus espacial. Em julho de 2002 fez parte da equipe de astronautas que participou da NEEMO 3, a missão de nove dias no laboratório submarino Aquarius da NASA.
Chamitoff foi ao espaço em 31 de maio de 2008 a bordo da Discovery, na missão STS-124, que o levou para uma estadia de seis meses na ISS, como engenheiro de vôo da Expedição 17 na estação. Retornou à Terra em 30 de novembro, junto com a tripulação da missão STS-126 Endeavour, lançada em novembro, depois de passar mais um mês como integrante da Expedição 18, após os dois primeiros integrantes da Expedição 17 voltarem à Terra em outubro, e na qual foi substituído pela astronauta Sandra Magnus, levada pela STS-126.
Sua segunda missão foi a bordo da Endeavour STS-134, a última missão ao espaço da espaçonave, lançada em 16 de maio de 2011, cujo principal objetivo foi a colocação em órbita do Espectômetro Magnético Alpha,. Após o encerramento dos 16 dias da missão, Chamitoff voltou à Terra em 1 de junho, pousando em Cabo Kennedy com a tripulação da Endeavour, o último pouso do ônibus espacial.